# Fatal Love (álbum)
Fatal Love é o terceiro álbum de estúdio em língua coreana do grupo masculino sul-coreano Monsta X. Ele foi lançado no dia 2 de novembro de 2020 pela Starship Entertainment e distribuído pela Kakao M.

## Histórico e lançamento
O álbum foi anunciado no dia 5 de outubro de 2020. A faixa-título do álbum é a música "Love Killa". Houve uma colaboração entre o grupo de k-pop e os companheiros de gravadora Brother Su e Jooyoung, além do cantor Eric Nam e do DJ Justin Oh, para a produção do álbum. Além disso, o álbum incluiu a primeira música de Hyungwon, o qual recebeu os créditos em todos os aspectos da produção, tais quais composição, escrita e arranjos em relação à música "Nobody Else".

## Lista de músicas
| Nº             | Título              | Letra                                            | Música                                    | Arranjo                        | Duração |
| -------------- | ------------------- | ------------------------------------------------ | ----------------------------------------- | ------------------------------ | ------- |
| 1.             | Love Killa          | Seo Ji-eum, Joohoney, I.M, Jeff Lewis, Andy Love | Willie Weeks, Brother Su, Kyler Niko      | Willie Weeks                   | 3:02    |
| 2.             | Gasoline            | FlyingLab, Joohoney, I.M                         | Albin Nordqvist, Andreas Oberg            | Albin Nordqvist                | 3:58    |
| 3.             | Thriller            | Lee Su-ran, Danke, Jooheon, I.M                  | Jeff Lewis, Andy Love, Joony              | Joony                          | 3:39    |
| 4.             | Guess Who           | Danke, Jooheon, I.M                              | Daniel Kim, Willie Weeks, Mr Danny        | Willie Weeks                   | 3:25    |
| 5.             | Nobody Else         | Hyungwon, Jantine, Annika Heij, I.M, Justin Oh   | Hyungwon, Jantine, Annika Heij            | Hyungwon, Jantine, Annika Heij | 3:03    |
| 6.             | Beastmode           | Jooheon, 9F, Eric Nam, I.M                       | Jooheon, 9F, Eric Nam                     | Joohoney, 9F                   | 3:16    |
| 7.             | Stand Together      | Jooheon, Ye-Yo!, I.m                             | Jooheon, Ye-Yo!, I.M                      | Joohoney, Ye-Yo!               | 3:03    |
| 8.             | Night View          | I.M, Yoonseok, Wooki, Jooheon                    | I.M, Yoonseok, Wooki                      | I.M, Yoonseok, Wooki           | 3:10    |
| 9.             | Last Carnival       | FlyingLab                                        | Jeremy Jasper, Adrian McKinnon, LDN Noise | LDN Noise                      | 2:55    |
| 10.            | Sorry I'm Not Sorry | Bottle God, Jooyoung                             | Bottle God, Jooyoung                      | Bottle God                     | 3:28    |
| Duração total: | Duração total:      | Duração total:                                   | Duração total:                            | Duração total:                 | 32:57   |

## Gráficos
| Gráfico                              | Posição |
| ------------------------------------ | ------- |
| Álbuns Sul-coreanos (Gaon)           | 1       |
| Álbuns Digitais no Reino Unido (OCC) | 87      |
| Álbuns Mundiais nos EUA (Billboard)  | 11      |

## Elogios
| Canção       | Programa      | Rede    | Encontro               | Ref.  |
| ------------ | ------------- | ------- | ---------------------- | ----- |
| "Love Killa" | The Show      | SBS MTV | 10 de novembro de 2020 | [ 8 ] |
| "Love Killa" | Show Champion | MBC M   | 11 de novembro de 2020 | [ 9 ] |